# 吉索纳恰
吉索纳恰（法語：Ghisonaccia，法語發音：[ɡizonatʃ(a)]）是法国上科西嘉省的一个市镇，属于科尔泰区。

## 地理
吉索纳恰（42°0'59"N, 9°24'18"E）面积68.25 平方千米，位于法国上科西嘉省，该省份位于科西嘉北部，后者为地中海西部的一座岛屿，也是法国的一个单一领土集体，位于法国大陆部分的东南面，意大利半島的西面，最近的地块是紧邻意大利的撒丁岛。
与吉索纳恰接壤的市镇（或旧市镇、城区）包括：阿萊里亞、吉索尼、彼得罗索。
吉索纳恰的时区为UTC+01:00、UTC+02:00（夏令时）。

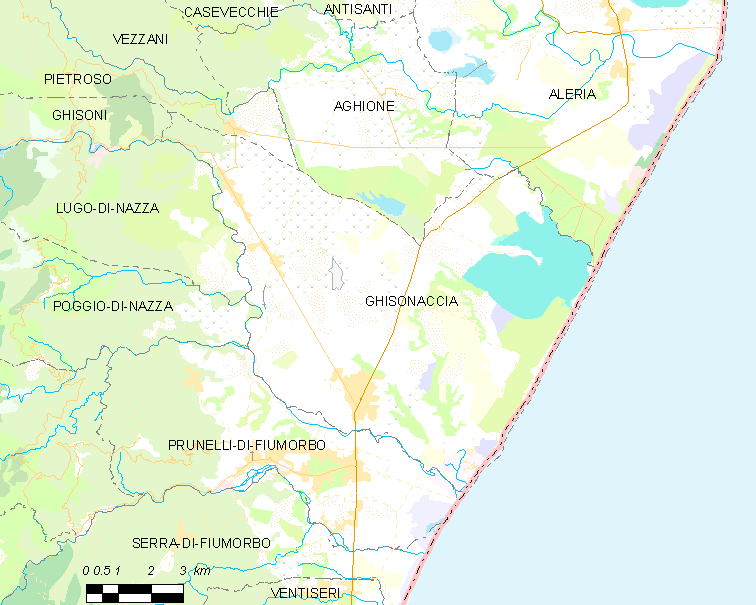
吉索纳恰的OSM定位图

## 行政
吉索纳恰的邮政编码为20240，INSEE市镇编码为2B123。

## 政治
吉索纳恰所属的省级选区为吉索纳恰县。

## 人口

1962-2008年间吉索纳恰人口变化图示

吉索纳恰于2022年1月1日时的人口数量为4246人。